# WTA Tour
Pour les articles homonymes, voir WTA.
L'Association des joueuses de tennis (en anglais : Women's Tennis Association ou WTA) est la principale association sportive organisant les compétitions tennistiques professionnelles des femmes à travers le monde : le WTA Tour. Son équivalent masculin est l'Association of Tennis Professionals (ATP).
Fondée en 1973 par Billie Jean King, après deux années de tâtonnements, la WTA dispose de trois sièges : le principal à St. Petersburg aux États-Unis, le siège Europe à Roehampton en Angleterre, près de celui de la Fédération internationale de tennis (ITF), et le siège Asie-Pacifique à Pékin en Chine.

## Historique
L'origine de la WTA remonte à 1970 aux États-Unis.
Depuis l'avènement de l'ère Open deux années plus tôt, femmes et hommes ne sont pas traités sur un pied d'égalité, les rétributions des premières pour leurs prestations sportives se réduisant à une fraction de celles des seconds (dix pour cent ou moins).
Gladys Heldman, fondatrice et directrice du magazine World Tennis, décide alors d'instaurer un circuit professionnel exclusivement féminin et autonome. Neuf joueuses, the Original 9, acceptent de la suivre dans ce projet en signant chacune auprès d'elle un contrat symbolique de 89 cents : Billie Jean King, Rosie Casals, Nancy Richey, Kerry Melville, Peaches Bartkowicz, Kristy Pigeon, Judy Dalton, Valerie Ziegenfuss et Julie Heldman (fille de Gladys). En 2021, ces neuf joueuses intègrent collectivement le International Tennis Hall of Fame.
Rapidement, Gladys Heldman obtient l'appui financier du cigarettier Philip Morris et, le 25 septembre 1970, se tient à Houston le Virginia Slims Invitational doté de 7 500 dollars. C'est un succès populaire, même si les joueuses américaines (sept parmi les Original Nine) sont alors temporairement suspendues par l'USLTA, avant que cette dernière n'intègre le nouveau circuit féminin dans ses propres structures.
En 1971, dix-neuf tournois parrainés par Virginia Slims sont programmés pour une dotation financière totale de 309 100 dollars.
En 1973, Billie Jean King crée la WTA en vue de défendre l'intérêt des joueuses et de rassembler un maximum d'épreuves féminines au sein d'une même compétition. Cette unification sera finalement effective en 1983,,, ; la même année, à l'US Open, hommes et femmes se partagent des primes égales.
La WTA signe en 1974 son premier contrat de retransmission télévisée avec CBS, jusqu'en 2012 le circuit WTA est diffusé sur Eurosport.
250 joueuses sont professionnelles en 1980, se disputant une cinquantaine de tournois à travers le monde. En 2007, elles sont plus de 1 300 à batailler pour 62 épreuves dans 35 pays et quelque 62,4 millions de dollars de gratification globale. La WTA estime à 4,5 millions le nombre de spectateurs ayant assisté en 2005 à un match de tennis féminin dans un stade, et à plusieurs centaines de millions le nombre de téléspectateurs tous pays confondus.

## Gouvernance
| Durée du mandat | Nom                  |
| --------------- | -------------------- |
| 2003-2009       | Larry Scott          |
| 2009-2015       | Stacey Allaster (en) |
| 2015 -          | Steve Simon          |

## Organisation des compétitions

### Catégories de tournois
Indépendamment des quatre tournois du Grand Chelem, organisés par l'ITF, il existe différentes catégories de tournois plus ou moins prestigieux sur le circuit WTA.

#### De 1988 à 2008
De 1988 à 2008, on compte cinq « classes » de tournois WTA strictement définis. Par ordre d'importance, de points attribués aux participantes et de dotation financière :
- les tournois dits Tier I (réunissant les toutes meilleures joueuses) ;
- puis les tournois Tier II ;
- les Tier III ;
- les Tier IV ;
- et les Tier V (ces derniers disparaissant en 2006).

Enfin, le Masters aligne les meilleures joueuses de l'année écoulée, en simple et en double.

#### De 2009 à 2020
2009 voit intervenir une importante réforme, visant à une meilleure lisibilité du calendrier, avec une réduction à seulement deux « classes » de tournois WTA :
- des épreuves dites « WTA Premier Events », dont :
  - quatre tournois « combinés », « Premier Mandatory », c'est-à-dire simultanément organisés avec l'ATP (avec parité des gains). Toute joueuse dont le classement lui permet d'intégrer la compétition a l'obligation théorique de s'y présenter, sous peine de sanctions financières ;
  - des tournois strictement féminins, « Premier 5 » et « Premier » ;
- des épreuves moins prestigieuses et moins dotées, dites « WTA International Events ». Les joueuses qui se sont le mieux distinguées dans cette catégorie de tournois se retrouvent en fin d'année pour le « tournoi international des championnes » (de 2009 à 2014), remplacé en 2015 par un « Masters bis », le Trophée de l'élite.

Le Masters regroupe toujours les meilleures joueuses de simple et équipes de double en novembre.
En 2012, une troisième catégorie « WTA 125 » est créée, hiérarchiquement située entre les tournois ITF et les « International Events ». Deux épreuves de cette catégorie, à Taïwan et en Inde, figurent au calendrier 2012.

#### Depuis 2021
La WTA annonce fin décembre 2020 un changement de nom des catégories de ses tournois. En effet, pour une meilleure lisibilité par-rapport aux catégories de l'ATP. Ainsi, on a :
- les WTA 1000 qui regroupent les meilleures joueuses (anciennement Premier Mandatory et Premier 5) ;
- les WTA 500 (anciennement Premier) ;
- les WTA 250 (anciennement International). ;
- les WTA 125.

Malgré le changement de nom, les attributions de points restent les mêmes.

### Classements WTA
Les tableaux ci-dessous sont les classements mondiaux établis par la WTA en simple et en double. Ils sont mis à jour hebdomadairement au regard des performances sportives.

#### Fonctionnement
Le classement WTA fonctionne comme suit et selon les règles édictées par l'instance de la WTA. Il est cumulatif sur une période de 52 semaines, c'est-à-dire déterminé par la quantité de tournois joués pendant les 52 semaines ainsi que les meilleurs résultats obtenus sur cette période et fixé à seize tournois pour déterminer le classement WTA d'une joueuse de simple et onze tournois pour une joueuse de double. Ce classement doit inclure selon les règles (chapitre XIV) :
- les points obtenus dans les quatre tournois du Grand Chelem ;
- les points des tournois obtenus dans les tournois de la catégorie Premier Mandatory ;
- ceux des deux meilleurs résultats parmi les tournois de la catégorie Premier 5 pour les joueuses membre du top 20 ;
- les points obtenus au Masters.

#### Classement technique
Instauré sous une forme informatisée dès 1973, il fait l'objet d'une publication hebdomadaire depuis le 3 novembre 1975, en principe tous les lundis.
Selon sa catégorie (voir ci-dessus), un tournoi WTA attribue à l'ensemble des participantes un volume de points plus ou moins important. Chaque joueuse en reçoit un nombre d'autant plus élevé qu'elle y réalise un long parcours ; sur la base de ses meilleurs résultats au cours des 52 dernières semaines, l'addition de ces points détermine son classement. La joueuse qui obtient le plus haut total est désignée « numéro un mondiale ». Jusqu'aux années 1990, il était nécessaire de participer à au moins six tournois WTA pour être classée. Désormais, trois tournois suffisent.
Le classement d'une joueuse décide si celle-ci peut prétendre à entrer directement dans le tableau principal d'une épreuve ou si, à l'inverse, elle doit disputer les qualifications.
Les modalités relatives à la répartition des points font l'objet d'un vote de l'association des joueuses et peuvent sensiblement varier d'une année sur l'autre. Ainsi, de 1996 à 2005, chaque victoire d'une joueuse se voyait assortie d'un bonus de points dépendant précisément du rang occupé par la joueuse battue (un succès face à une adversaire proche du sommet rapportant davantage qu'un autre face à une adversaire plus modeste) — ce système a été abandonné en 2006.
Depuis 1975, vingt-neuf joueuses se sont hissées au premier rang mondial.

#### Numéros 1 en fin d'année depuis 1975
| 1975 | Chris Evert             |
| 1976 | Chris Evert             |
| 1977 | Chris Evert             |
| 1978 | Martina Navrátilová     |
| 1979 | Martina Navrátilová     |
| 1980 | Chris Evert             |
| 1981 | Chris Evert (5)         |
| 1982 | Martina Navrátilová     |
| 1983 | Martina Navrátilová     |
| 1984 | Martina Navrátilová     |
| 1985 | Martina Navrátilová     |
| 1986 | Martina Navrátilová (7) |
| 1987 | Steffi Graf             |
| 1988 | Steffi Graf             |
| 1989 | Steffi Graf             |
| 1990 | Steffi Graf             |
| 1991 | Monica Seles            |
| 1992 | Monica Seles (2)        |
| 1993 | Steffi Graf             |
| 1994 | Steffi Graf             |
| 1995 | Steffi Graf             |
| 1996 | Steffi Graf (8)         |
| 1997 | Martina Hingis          |
| 1998 | Lindsay Davenport       |

| 1999 | Martina Hingis         |
| 2000 | Martina Hingis (3)     |
| 2001 | Lindsay Davenport      |
| 2002 | Serena Williams        |
| 2003 | Justine Henin          |
| 2004 | Lindsay Davenport      |
| 2005 | Lindsay Davenport (4)  |
| 2006 | Justine Henin          |
| 2007 | Justine Henin (3)      |
| 2008 | Jelena Janković        |
| 2009 | Serena Williams        |
| 2010 | Caroline Wozniacki     |
| 2011 | Caroline Wozniacki (2) |
| 2012 | Victoria Azarenka      |
| 2013 | Serena Williams        |
| 2014 | Serena Williams        |
| 2015 | Serena Williams (5)    |
| 2016 | Angelique Kerber       |
| 2017 | Simona Halep           |
| 2018 | Simona Halep (2)       |
| 2019 | Ashleigh Barty         |
| 2020 | Ashleigh Barty         |
| 2021 | Ashleigh Barty (3)     |
| 2022 | Iga Świątek            |

| 2023 | Iga Świątek (2) |
| 2024 | Aryna Sabalenka |

#### Semaines passées à la tête du classement WTA
Section mise à jour le 14 octobre 2024 :
| #    | Joueuse               | Semaines no 1 |
| 1re  | Steffi Graf           | 377           |
| 2e   | / Martina Navrátilová | 332           |
| 3e   | Serena Williams       | 319           |
| 4e   | Chris Evert           | 260           |
| 5e   | Martina Hingis        | 209           |
| 6e   | / Monica Seles        | 178 (113+65)  |
| 7e   | Iga Świątek           | 125           |
| 8e   | Ashleigh Barty        | 121           |
| 9e   | Justine Henin         | 117           |
| 10e  | Lindsay Davenport     | 98            |
| 11e  | Caroline Wozniacki    | 71            |
| 12e  | Simona Halep          | 64            |
| 13e  | Victoria Azarenka     | 51            |
| 14e  | Amélie Mauresmo       | 39            |
| 15e  | Aryna Sabalenka       | 38            |
| 16e  | Angelique Kerber      | 34            |
| 17e  | Dinara Safina         | 26            |
| 18es | Naomi Osaka           | 25            |
| 19e  | Tracy Austin          | 21            |
| 19e  | Maria Sharapova       | 21            |
| 21e  | Kim Clijsters         | 20            |
| 22e  | Jelena Janković       | 18            |
| 23e  | Jennifer Capriati     | 17            |
| 24es | Ana Ivanović          | 12            |
| 24es | Arantxa Sánchez       | 12            |
| 26e  | Venus Williams        | 11            |
| 26e  | Karolína Plíšková     | 8             |
| 28e  | Garbiñe Muguruza      | 4             |
| 29e  | Evonne Goolagong      | 2             |

| #    | Joueuse               | Série |
| 1res | Steffi Graf           | 186   |
| 1res | Serena Williams       | 186   |
| 3e   | \ Martina Navrátilová | 156   |
| 4e   | Ashleigh Barty        | 114   |
| 5e   | Chris Evert           | 113   |
| 6e   | Steffi Graf           | 94    |
| 7e   | Monica Seles          | 91    |
| 8e   | Martina Navrátilová   | 90    |
| 9e   | Steffi Graf           | 87    |
| 10e  | Martina Hingis        | 80    |
| 11e  | Chris Evert           | 76    |
| 12e  | Iga Świątek           | 75    |
| 13e  | Martina Hingis        | 73    |
| 14e  | Monica Seles          | 64    |
| 15e  | Justine Henin         | 61    |
| 16e  | Serena Williams       | 57    |
| 17e  | Iga Świątek           | 50    |
| 18es | Caroline Wozniacki    | 49    |
| 18es | Serena Williams       | 49    |
| 20e  | Simona Halep          | 48    |
| 21es | Lindsay Davenport     | 44    |
| 21es | Justine Henin         | 44    |
| 23es | Martina Hingis        | 34    |
| 23es | Amélie Mauresmo       | 34    |
| 25e  | Aryna Sabalenka       | 30    |

| #   | Pays        | Semaines no 1 | Nombre de joueuses | Dernière année no 1 |
| 1er | États-Unis  | 1123          | 8                  | 2017                |
| 2e  | Allemagne   | 411           | 2                  | 2017                |
| 3e  | Suisse      | 209           | 1                  | 2001                |
| 4e  | Belgique    | 137           | 2                  | 2011                |
| 5e  | Pologne     | 125           | 1                  | 2024                |
| 6e  | Australie   | 123           | 2                  | 2022                |
| 7e  | Yougoslavie | 113           | 1                  | 1993                |
| 8e  | Biélorussie | 89            | 2                  | 2025                |
| 9e  | Danemark    | 71            | 1                  | 2018                |
| 10e | Roumanie    | 64            | 1                  | 2019                |
| 11e | Russie      | 47            | 2                  | 2012                |
| 12e | France      | 39            | 1                  | 2006                |
| 13e | Serbie      | 30            | 2                  | 2009                |
| 14e | Japon       | 25            | 1                  | 2019                |
| 15e | Espagne     | 16            | 2                  | 2017                |
| 16e | Tchéquie    | 8             | 1                  | 2017                |

#### Joueuses numéros un mondiales par ordre chronologique
Section mise à jour le 14 octobre 2024 :